# Associazione Del Calcio Di Vicenza 1922-1923

## Stagione
In questa stagione il Vicenza retrocedette in Terza Divisione dopo aver perso lo spareggio a Ferrara contro il Grion Pola.

## Rosa
| N. |                   | Ruolo | Calciatore        |
| -- | ----------------- | ----- | ----------------- |
|    | Italia (bandiera) | P     | Montano           |
|    | Italia (bandiera) | D     | Vittorio Facco    |
|    | Italia (bandiera) | D     | Luigi Liotto      |
|    | Italia (bandiera) | D     | Egisto Marcato    |
|    | Italia (bandiera) | D     | Felice Montemezzo |
|    | Italia (bandiera) | D     | Luigi Savi        |
|    | Italia (bandiera) | D     | Italo Schettin    |
|    | Italia (bandiera) | D     | Mario Sgreva      |

| N. |                   | Ruolo | Calciatore        |
| -- | ----------------- | ----- | ----------------- |
|    | Italia (bandiera) | D     | Zerbi             |
|    | Italia (bandiera) | D     | Rodolfo Zorzi     |
|    | Italia (bandiera) | C     | Giovanni Capraro  |
|    | Italia (bandiera) | C     | Gaetano Griggio   |
|    | Italia (bandiera) | A     | Felice Bortolotto |
|    | Italia (bandiera) | A     | Prosdocimi        |
|    | Italia (bandiera) | A     | Rosin             |
|    | Italia (bandiera) | A     | Pio Veronese      |